# Alter jüdischer Friedhof (Skalica)
Koordinaten: 48° 50′ 55″ N, 17° 13′ 24,6″ O

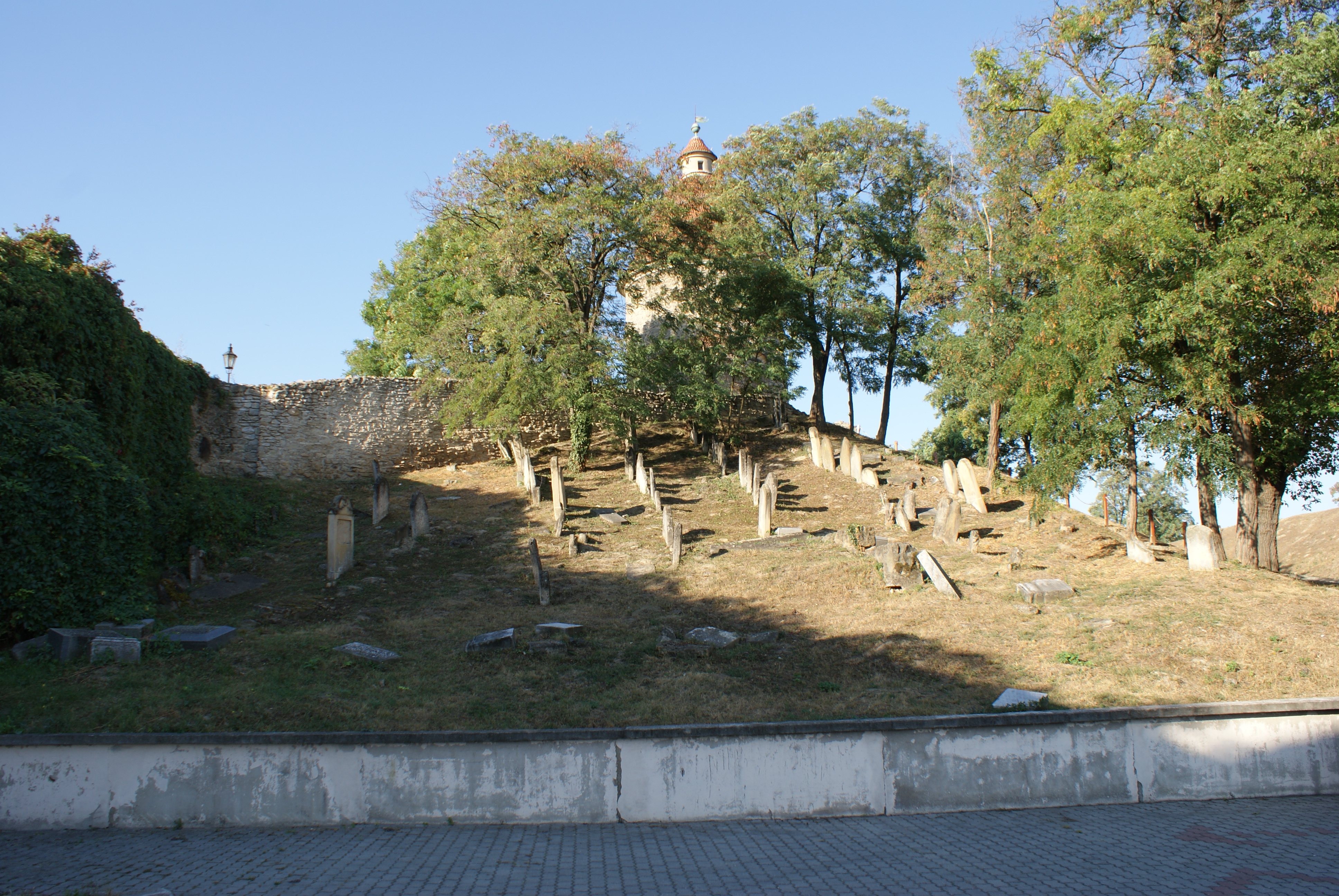
Alter jüdischer Friedhof in Skalica

Der Alte jüdische Friedhof in Skalica, einer slowakischen Stadt im Bezirk Skalica, wurde Ende des 17. Jahrhunderts errichtet.
Der jüdische Friedhof ist ein geschütztes Kulturdenkmal.